# Ichneumon vittiger
Ichneumon vittiger är en stekelart som beskrevs av Townes, Townes och Gupta 1961. Ichneumon vittiger ingår i släktet Ichneumon och familjen brokparasitsteklar. Inga underarter finns listade i Catalogue of Life.